# Elaphoglossum oophyllum
Elaphoglossum oophyllum är en träjonväxtart som beskrevs av John T. Mickel. Elaphoglossum oophyllum ingår i släktet Elaphoglossum och familjen Dryopteridaceae. Inga underarter finns listade.